# Медолюб світлоокий
Медолюб світлоокий (Glycichaera fallax) — вид горобцеподібних птахів родини медолюбових (Meliphagidae). Мешкає на Новій Гвінеї, в Австралії та на сусідніх островах. Це єдиний представник монотипового роду Світлоокий медолюб (Glycichaera).

## Підвиди
Виділяють три підвиди:
- G. f. pallida Stresemann & Paludan, 1932 — острови Батанта і Вайгео;
- G. f. fallax Salvadori, 1878 — Нова Гвінея, острови Місоол, Ару і Япен;
- G. f. claudi (Mathews, 1914) — північний схід півострова Кейп-Йорк.

## Поширення і екологія
Світлоокі медолюби живуть у вологих рівнинних тропічних і заболочених лісах. 